# ام‌وی بوکانیر (۱۹۸۱)
ام‌وی بوکانیر (۱۹۸۱) (به انگلیسی: MV Buccaneer (1981)) یک کشتی است که طول آن 75 meters می‌باشد. این کشتی در سال ۱۹۸۱ ساخته شد.